# Gerhard Marggraff
Gerhard Marggraff (geboren 1. April 1892 in Dubrow; gestorben nach 1956) war ein deutscher Werbegrafiker. 

## Leben

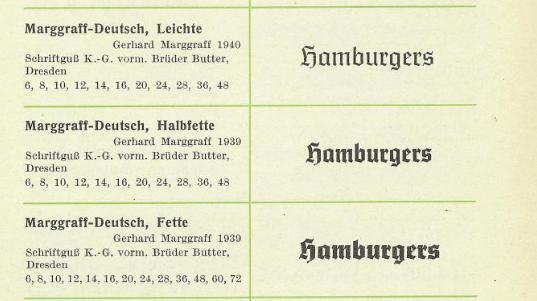
Marggraff-Deutsch 1939

Über Gerhard Marggraff ist nur wenig bekannt. Er lebte bis 1945 als Maler und Gebrauchsgraphiker in Berlin und danach in Kochel am See. Marggraff arbeitete als Werbegrafiker für verschiedene Unternehmen. Er entwarf Werbung für Film, Theater, Fasching, Leichtathletik, Schifffahrt, Herren- und Damenkonfektion, Lederwaren, Milch, Kaffee. Er schuf daneben mehrere Schriftarten, so 1939 die Marggraff-Deutsch. In der Zeit des Nationalsozialismus erhielt er auch Aufträge für Briefmarken.
Marggraff stand 1944 in der Gottbegnadeten-Liste des Reichsministeriums für Volksaufklärung und Propaganda.